# Lenny Fernandes Coelho
Lenny Fernandes Coelho (sinh ngày 23 tháng 3 năm 1988), còn được biết với tên đơn giản Lenny, là một cầu thủ bóng đá người Brasil thi đấu ở vị trí hộ công.

## Tiểu sử
Lenny rời Fluminense vào tháng 1 năm 2008 với giá 1.5 triệu R$. Palmeiras, hợp tác với Desportivo Brasil (sở hữu bởi Traffic Group), ký hợp đồng với anh.
Ngày 9 tháng 5 năm 2013, anh ký bản hợp đồng với câu lạc bộ tại Campeonato Brasileiro Série C Madureira.

## Danh hiệu
Fluminense
- Brasilian Cup: 2007

Palmeiras
- São Paulo State Championship: 2008